# Ströme
Ströme ist ein deutsches Elektronikmusik-Duo bestehend aus den beiden studierten Musikern Mario Schönhofer und Tobias Weber. Im Zentrum ihrer musikalischen Performance stehen analoge, modulare Synthesizer-Systeme.

## Geschichte
Der Bassist Mario Schönhofer und der Schlagzeuger Tobias Weber spielten seit 2013 gemeinsam in der Band LaBrassBanda. Im Jahr 2015 gründeten sie mit Ströme ihr eigenes Projekt und stiegen 2016 bei LaBrassBanda aus.
Ihre Debüt-EP Nr.1 wurde 2016 bei Compost Records veröffentlicht.
Bei ihrem Album Ströme Nr. 2 kollaborierten sie bei drei Songs mit dem Musiker Nick McCarthy. Mario Schonhöfer und Tobias Weber lernten Nick McCarthy nach einem Pub-Konzert der Band LaBrassBanda kennen, bei der sie zu dieser Zeit Mitglieder waren. Nick McCarthy traf Ströme einige Zeit später in München wieder. Gemeinsam nahmen sie die Songs mit dem originalen Synthesizer Moog IIIp auf, mit dem einst The-Beatles-Songs eingespielt hatten und der zu dieser Zeit im Besitz von Eberhard Schoener war. Im Jahr 2019 wurde dieser Synthesizer von Eberhard Schoener dem Deutschen Museum in München übergeben. Bei der feierlichen Übergabe des Instruments spielten Ströme unter der Leitung von Eberhard Schoener zusammen mit einem Ensemble, in dem unter anderen Pete York und George Kochbeck mitwirkten. Einer der stark limitierten Nachbauten dieses legendären Moog IIIp ist im Besitz der Ströme in den Flokati Studios in München.
Ströme spielten mittlerweile über 170 Shows. Darunter hatten sie Auftritte bei Festivals wie der Fusion (Turmbühne) und in Clubs wie dem Sisyphos (Hammerhalle) in Berlin.

## Stil
Compost Records, das Label von Ströme, beschreibt deren Sound als Mix aus treibenden Beats, analogen Synthie-Melodien und Live-Trompete. Die Songs auf ihrer im September 2022 erschienenen LP Ströme Nr. 2 bewegen sich laut Pressemitteilung „zwischen rohem Techno, Electro und Synth-Pop, wobei eine ihrer Sound-Identitäten auch an frühe Krautrock-Produktionen der 60er / 70er, im Stil von Amon Düül, Popol Vuh, Tangerine Dream, Embryo, Guru Guru, Cluster, Eberhard Schoener und Kraftwerk anknüpft“. Neben anderen analogen Synthesizern ist auf der LP insbesondere der Sound des raren Moog IIIp Modularsynthesizers zu hören.
Ströme produzieren ihre Musik live mit analogen, modularen Synthesizern und von Hand ohne Computer oder Samples. So interpretieren die beiden Musiker ihre Songs immer wieder neu und kombinieren sie mit Improvisationen und spontanen Kompositionen. Das analoge, modulare Synthesizer-System A-100 von Doepfer ist das hauptsächliche Live-Equipment von Ströme.

## Diskographie

### Studioalben
- 2022: Ströme Nr. 2 (Compost Records)

### EPs
- 2016: Nr. 1 (Compost Records)

### Singles
- 2022: Right Now (mit Nick McCarthy, Compost Records)
- 2022: Isolde (Compost Records)
- 2022: Stadlberg (mit Nick McCarthy, Compost Records)
- 2022: Trang & Flinky (Compost Records)
- 2022: Das Modul (mit Nick McCarthy, Compost Records)